# Smodix
Smodix là một chi nhện trong họ Linyphiidae.